# Galumna bimorpha
Galumna bimorpha är en kvalsterart som beskrevs av Sandór Mahunka 1987. Galumna bimorpha ingår i släktet Galumna och familjen Galumnidae. Inga underarter finns listade i Catalogue of Life.